# Afrikanische Charta der Menschenrechte und der Rechte der Völker
Die Afrikanische Charta der Menschenrechte und der Rechte der Völker (nach dem Tagungsort Banjul, wo sie erarbeitet worden war, auch Banjul-Charta genannt) wurde auf dem 18. Treffen der Staats- und Regierungschefs der Organisation der Afrikanischen Einheit (OAU) am 27. Juni 1981 in Nairobi einstimmig verabschiedet. Entgegen vielen Erwartungen trat sie nach nur fünf Jahren am 21. Oktober 1986 gemäß Art. 63 Abs. 3 der Charta in Kraft, nachdem Niger als 26. Staat seine Ratifizierungsurkunde hinterlegt hatte. Mittlerweile haben alle 53 Mitgliedstaaten der Afrikanischen Union (AU) die Charta ratifiziert. Dies macht die Afrikanische Charta der Menschenrechte und der Rechte der Völker zu dem weltweit größten regionalen Menschenrechtsschutzregime.
Die Charta sollte in einem besonderen Maße die Eigenart des afrikanischen Kontinents berücksichtigen. Dies wird auch in dem Vorwort zum Entwurf der Charta explizit zum Ausdruck gebracht: die Errichtung der Charta...
„... was guided by the principle that the African Charter of Human and Peoples’ Rights should reflect the African conception of human rights. It was therefore not necessary to copy simply and purely what was done in other regions or at world level. The African Charter should take as a pattern the African Philosophy of law and meet the needs of Africa.“

## Die Genese der Charta
Seit dem Beginn der 60er Jahre waren afrikanische Juristen damit beschäftigt, ein regionales Menschenrechtsschutzkonzept für Afrika zu erarbeiten. 1961 trafen sich 194 Juristen aus 32 Ländern, davon 23 aus Afrika unter der Schirmherrschaft der International Commission of Jurists in Lagos um die Möglichkeiten der Durchsetzung der Herrschaft des Rechts in Afrika zu untersuchen. Auf dieser Konferenz wurde zuerst die Idee der Errichtung einer afrikanischen Menschenrechtskommission geäußert.
Die Lagos Konferenz endete mit der Verabschiedung eines Dokuments mit dem Titel The Law of Lagos, das die Idee der Errichtung einer afrikanischen Menschenrechtskommission in der Form einer Empfehlung an den Rat der Afrikanischen Staaten beinhaltete.
Zwar forderte bereits auf dieser Konferenz der damalige Präsident der Republik Nigeria Nnamdi Azikiwé, dass der Rat der Afrikanischen Staaten eine afrikanische Menschenrechtscharta erlassen sollte, als Zeichen des Vertrauens in die supremacy of law. Jedoch blieb Azikiwés Forderung ungehört.
Die Idee der Errichtung einer afrikanischen Menschenrechtskommission wurde jedoch weiterhin unermüdlich von afrikanischen Juristen und Bürgerrechtlern verfolgt. So veranstalteten die Vereinten Nationen eine Reihe von Seminaren zu dem Thema Menschenrechte. Die wichtigsten dieser Veranstaltungen fanden 1966 in Dakar (Senegal), 1969 in Kairo (Ägypten), 1973 in Daressalam (Tansania) und 1979 in Monrovia (Liberia) statt. Im frankophonen Afrika veranstaltete die International Commission of Jurists verschiedene Konferenzen und Symposien. Auf Zweien dieser Treffen in Dakar 1967 und 1978 wurde dabei ebenfalls die Idee der Errichtung einer regionalen Menschenrechtskommission für Afrika von den Delegierten geäußert und als eine dringende Bitte an die OAU gerichtet.
1978 wiederholte auch die UN-Menschenrechtskommission ihren Ruf nach einer regionalen afrikanischen Menschenrechtskommission. Bereits 1972 hatte sie die OAU in einer Resolution darum gebeten und sogar, falls dies nötig sein sollte, Unterstützung durch den Generalsekretär der Vereinten Nationen versprochen.
Auf dem OAU-Gipfeltreffen in Monrovia im Juli 1979 wurde dem Generalsekretär der OAU das Mandat gegeben, den Prozess für die Errichtung einer Menschenrechtskommission in Gang zusetzen. Im selben Jahr wurde kurz darauf auf dem UN-Seminar in Monrovia der Entwurf für die OAU-Arbeitsgemeinschaft zu diesem Thema verabschiedet.
Während nur dreier Treffen dieser Arbeitsgemeinschaft in Dakar (1979) und Banjul (1980 und 1981) wurde der endgültige Entwurf der Charta verabschiedet und auf der OAU-Gipfelkonferenz in Nairobi im Juni 1981 mit nur geringen Änderungen einstimmig beschlossen. Sie trat am 21. Oktober 1986 in Kraft.

## Die Afrikanische Charta der Menschenrechte und der Rechte der Völker
Die Afrikanische Charta der Menschenrechte und der Rechte der Völker ist in drei Teile gegliedert: Rechte und Pflichten (Art. 1–29), Maßnahmen zum Schutze der Menschenrechte und Rechte der Völker (Art. 30–63) und Allgemeine Bestimmungen (Art. 64–68).
Der erste Teil zerfällt in zwei Kapitel: Menschenrechte und Rechte der Völker (Art. 1–26) und Pflichten (Art. 27–29). Der zweite Teil der Charta ist in vier Kapitel aufgeteilt: Einrichtung und Organisation der Afrikanischen Kommission der Menschenrechte und der Rechte der Völker (Art. 20–44), Aufgaben der Kommission (Art. 45), Verfahren vor der Kommission (Art. 46–59) und Anwendbare Grundsätze (Art. 60–63).
Die Charta folgt der klassischen dualistischen Theorie der Beziehung zwischen Völkerrecht und nationalem Recht: die innerstaatliche Anwendbarkeit der in der Charta niedergelegten Rechte und Pflichten wird von der Umsetzung in nationales Recht abhängig gemacht (Art. 1). Art. 1 wird durch eine Bestimmung in Art. 62 bestärkt, nach der die Vertragsstaaten die Pflicht haben, alle zwei Jahre einen Bericht über die zur Verwirklichung der Bestimmungen der Charta getroffenen Maßnahmen bei der Kommission einzureichen.

### Die Grundprinzipien der Charta
Die grundlegenden Prinzipien der Charta lassen sich unter drei Überschriften zusammenfassen:
- Werte der afrikanischen Kultur
- Die Philosophie des Rechts und der Menschenrechte
- Der Einfluss sozio-politischer Faktoren

Es wurde wiederholt betont, dass die Charta insbesondere die Werte afrikanischer Kultur widerspiegeln sollte. Léopold Sédar Senghor, damaliger Präsident der Republik Senegal, sagte dazu bei seiner Eröffnungsrede auf der Konferenz afrikanischer Experten, auf der der vorläufige Entwurf der Charta verhandelt wurde:
Europe and America have built their system of rights and liberties with reference to a common civilisation, to their respective peoples and to specific aspirations. […]
It is not the case for us Africans either to copy or to seek originality for the sake of originality. We will need to show proof simultaneously of imagination and effectiveness. We may find inspiration in those of our traditions that are good and positive. You should therefore always bear in mind the values of our civilisation and the real needs of Africa.
Das grundsätzliche Anliegen der afrikanischen Staaten lässt sich wie folgt zusammenfassen: eine Charta zu verfassen, die solche Traditionen und Gebräuche respektiert, die als erhaltenswert erachtet werden und die sich gleichzeitig in ein weltweites Regelwerk zum Schutze und der Förderung individueller und kollektiver Rechte einfügt.
Ein weiteres grundlegendes Prinzip der afrikanischen Charta ist die Philosophie des Rechts und der Menschenrechte. Dies beinhaltet sowohl ein afrikanisches Konzept der Menschenrechte als auch die internationale Entwicklung der Menschenrechtstheorie in der Lehre. Hinsichtlich des afrikanischen Konzepts umfasst dies die bereits genannten Elemente der Verflechtung von Rechten und Pflichten, der privilegierten Stellung der Gemeinschaft und der Ablehnung von gerichtlichen Lösungen. Zudem spiegelt die Charta den zur Zeit ihrer Entstehung aktuellen Stand der Menschenrechtstheorie wider: berücksichtigt wurden insbesondere ökonomische, soziale und kulturelle Rechte, als auch kollektive Rechte und die so genannten Rechte der dritten Generation.
Das schließlich letzte Grundprinzip der Charta markiert der Einfluss sozio-politischer Faktoren. Wie sonst kein anderes Menschenrechtsübereinkommen mussten hier die Besonderheiten des afrikanischen Kontinents berücksichtigt werden: der unterentwickelte Status, die Unterschiedlichkeiten hinsichtlich der Geographie, der ethnischen Gruppen und anderer Faktoren und die große Vielfalt der politischen, ökonomischen und kulturellen Konzepte. Schließlich ist noch ein Phänomen von besonderer Wichtigkeit: Kolonialismus und Rassendiskriminierung.
Dies zeigt deutlich, dass die Verhandlungen zur afrikanischen Charta unter besonderen Einflüssen und Bedingungen stattgefunden haben.

### Die materiellen Bestimmungen der Charta

#### Die Präambel
Die Präambel selbst ist bereits ein Programm für Menschenrechte. Sie bekräftigt unter anderem das in Art. 2 der Charta der OAU abgegebene Versprechen, „alle Formen von Kolonialismus, Neokolonialismus, Apartheid und Zionismus in Afrika zu beseitigen, die Zusammenarbeit und Bemühungen zur Verbesserung des Lebensstandards der afrikanischen Völker zu koordinieren, sowie die internationale Zusammenarbeit zu fördern“ (Abs. 3). Es wird Bezug genommen auf die „Kraft der Tradition und die Werte der afrikanischen Zivilisation“, um die Wichtigkeit zu unterstreichen, die in Afrika traditionell diesen Werten beigemessen wird (Abs. 4). So soll denen begegnet werden, die der Ansicht sind, dass demokratische Erfahrung mit der Geschichte der afrikanischen Menschen inkompatibel ist.

#### Individualrechte
Die Charta enthält Bestimmungen über ein Diskriminierungsverbot (Art. 2); das Prinzip der Gleichheit vor dem Gesetz und gleichem Schutz durch das Recht (Art. 3); das Recht auf körperliche Unversehrtheit (Art. 4); der Anspruch auf Achtung der Menschenwürde und auf Anerkennung der Rechtspersönlichkeit (Art. 5); das Recht auf persönliche Freiheit und Sicherheit (Art. 6); den Anspruch auf rechtliches Gehör (dies umfasst auch den Anspruch auf Rechtsschutz, das Recht solange als unschuldig angesehen zu werden, bis die Schuld von einem zuständigen Gericht festgestellt worden ist, das Recht auf Verteidigung und das Prinzip der nulla poena sine lege [Art. 7]); die Gewissens- und Religionsfreiheit (Art. 8); die Meinungs- und Informationsfreiheit (Art. 9); die Vereinigungs- und Koalitionsfreiheit (Art. 10); die Versammlungsfreiheit (Art. 11); die Freizügigkeit und das Asylrecht (Art. 12); das Recht auf politische Partizipation und auf gleichen Zugang zu den öffentlichen Einrichtungen und Dienstleistungen (Art. 13); das Recht auf Eigentum (Art. 14); das Recht auf Arbeit und gleichen Lohn (Art. 15); das Recht auf Gesundheit (Art. 16); das Recht auf Bildung und auf Teilhabe am kulturellen Leben seiner Gemeinschaft (Art. 17) und über den Schutz der Familie, einschließlich Maßnahmen zum Schutze der Frauen, der Kinder, der Alten und Behinderten (Art. 19).
Damit stimmt die Afrikanische Charta der Menschenrechte und der Rechte der Völker zu einem großen Teil hinsichtlich ihrer Bestimmungen über Individualrechte mit den Bestimmungen anderer Menschenrechtskonventionen überein. Dennoch gibt es einige Besonderheiten:
Es findet sich in keiner anderen Menschenrechtskodifikation eine Parallele zu der Bestimmung in Art. 9 Abs. 1 Satz 5 der Charta: „Die Tat ist persönlich und darf nur gegen den Täter verhängt werden.“ Für den der westlichen Menschenrechtstradition entstammenden Leser mag eine solche Bestimmung befremdlich erscheinen, da es nur selbstverständlich ist, dass die Bestrafung eines Clans oder eines Dorfes kein legitimes Mittel der Bestrafung eines Straftäters darstellt. Dennoch entsprach dies der Praxis in einigen afrikanischen Staaten. So gab es z. B. eine solche Bestimmung in Art. 14 der Verfassung Ugandas.
Alle anderen Bestimmungen der Artikel 2 bis 18 finden sich auch in der Allgemeinen Erklärung der Menschenrechte oder den Menschenrechtspakten von 1966. Praktischer erscheint es daher zu fragen, welche Rechte, die in den anderen internationalen Menschenrechtsregimen enthalten sind, in der afrikanischen Charta fehlen:
Das erste dieser Rechte ist das Recht auf eine Nationalität und das Verbot des willkürlichen Entzugs der Nationalität, wie es in Art. 15 der Allgemeinen Menschenrechtserklärung und in Art. 20 der Amerikanischen Menschenrechtskonvention zu finden ist. Daraus lässt sich aber nicht folgern, dass die afrikanischen Staaten sich die Möglichkeit des Entzugs der Nationalität als mögliches Instrument erhalten wollten; vielmehr spielt das Konzept der Nationalität in Afrika eine viel geringere Rolle als in Europa. Die Zugehörigkeit zu einer Gemeinschaft beruhte viel mehr auf der Einbindung in die Familie, den Clan, den Stamm und das Dorf. In Afrika gibt es sehr viel weniger „gewachsene“ Nationen als in Europa. Staatsgrenzen wurden willkürlich durch die Kolonialmächte gezogen, so dass in der Konsequenz das natürliche Zugehörigkeitsgefühl zu einer Nation gering ist. Dadurch erklärt sich, dass in Afrika die „Nationalität“ eine eher formale Bindung darstellt und folglich nicht des Schutzes als Menschenrecht bedurfte. Die meisten afrikanischen Staaten sind erst in dem Prozess eine Nation zu entwickeln (sog. nation-building).
Ferner fehlt in der afrikanischen Charta das Recht der freien Wahl des Ehegatten (Art. 16 der Allgemeinen Menschenrechtserklärung, Art. 12 der Europäischen Menschenrechtskonvention). Das Fehlen einer solchen Bestimmung kann wahrscheinlich dadurch erklärt werden, dass die tatsächliche Situation in vielen Staaten Afrikas, insbesondere die der ländlichen Staaten, immer noch weit von diesem Ideal entfernt ist und eine rechtliche Durchsetzung geringe Erfolgschancen hätte. So erklärt sich auch das Fehlen einer solchen Bestimmung in dem Menschenrechtspakt der Vereinten Nationen von 1966 über bürgerliche und politische Rechte, an dessen Verhandlungen, im Gegensatz zu denen für die allgemeine Menschenrechtserklärung von 1945, bereits viele Staaten Afrikas teilnahmen.
Das Fehlen eines Rechtes auf einen angemessenen Lebensstandard (Art. 11 des Internationalen Paktes über wirtschaftliche, soziale und kulturelle Rechte) und auf Freizeit und bezahlten Urlaub (Art. 24 der Allgemeine Menschenrechtserklärung) gebietet bereits die tatsächliche ökonomische Lage der meisten Staaten Afrikas.
Zudem fällt das Fehlen einer Bestimmung über den Schutz des Privatlebens auf (Art. 17 des Internationalen Paktes über bürgerliche und politische Rechte, sowie Art. 8 der europäischen Menschenrechtskonvention). Ursächlich dafür ist zum einen die bereits erwähnte Stellung des Individuums in der afrikanischen Gesellschaft, i. e. die starke Einbindung in die Familie, den Clan, das Dorf. Zum anderen wird die Praktikabilität der tatsächlichen Möglichkeit der Durchsetzung für das Fehlen eines solchen Rechts angeführt.
Schließlich fehlt auch eine Bestimmung über eine Ächtung der Todesstrafe oder zumindest über eine Einschränkung ihres Gebrauchs, wie sie in Art. 2 der Europäischen Menschenrechtskonvention, in Art. 6 des UN Menschenrechtspaktes über bürgerliche und politische Rechte und in Art. 4 der Amerikanischen Menschenrechtskonvention zu finden ist. Die afrikanische Charta enthält die schlichte Formulierung: „Jeder Mensch ist unverletzlich“ (Art. 4) und ferner, dass „niemand willkürlich dieses Rechts beraubt werden darf“. Dies stellt eindeutig dar, dass die Verhängung und Ausführung der Todesstrafe ein legitimes Mittel darstellt, solange die rechtlich vorgegebenen formellen Kriterien erfüllt sind.
Vergleichend ist festzustellen, dass, obwohl in der afrikanischen Charta fast identische Bestimmungen über individuelle Menschenrechte wie in anderen internationalen Menschenrechtskodifikationen enthalten sind, eine eigene afrikanische Herangehensweise erkennbar ist. Diese Herangehensweise zeigt sich weniger in der Formulierung neuer Menschenrechte, als in der Auslassung von Rechten, die in anderen Konventionen enthalten sind.
Letztlich hängt die Effektivität von gewährten Menschenrechte, egal ob durch Völkerrecht oder nationales Recht, davon ab, in welchem Umfange diese eingeschränkt werden dürfen. Man wird feststellen, dass die afrikanische Charta eine Vielzahl von gewährten Rechten ab initio, durch Verweis auf das in dem jeweiligen Staat geltende Recht, einschränkt. U. Oji Umozurike hält dies für so entscheidend, dass er in seinem Werk über die afrikanische Charta die Individualrechte in zwei Gruppen klassifiziert: solche, die eingeschränkt werden dürfen und solche, die uneingeschränkt gelten.
In nur vier Fällen gibt die Charta vor, unter welchen Umständen Rechte eingeschränkt werden dürfen:
Freiheitsentzug ist nur unter „Gründen und Bedingungen zulässig, die vorher gesetzlich festgelegt“ wurden (Art. 6). Die Versammlungsfreiheit darf nur den „gesetzlich vorgesehenen Beschränkungen unterworfen werden, insbesondere im Interesse der nationalen und öffentlichen Sicherheit, der Volksgesundheit, der Sittlichkeit und der Rechte und Freiheiten anderer“ (Art. 11). Unter den gleichen Bedingungen darf auch das Recht jedes Land zu verlassen, eingeschränkt werden (Art. 12 Abs. 2). Schließlich darf in das Recht auf Eigentum nur im „öffentlichen Interesse oder im Interesse des Gemeinwohls“ eingegriffen werden (Art. 14).
Für folgende Rechte hält die Charta keine substantiellen Bedingungen für deren Einschränkung bereit:
Die Gewissens- und Religionsfreiheit („Gründe der öffentlichen Sicherheit und Ordnung“ - Art. 8), Meinungsfreiheit („im Rahmen der Gesetze“- Art. 10 Abs. 1), Koalitionsfreiheit („im Rahmen der Gesetze“- Art. 9 Abs. 2), das Asylrecht („soweit dies mit den Gesetzen übereinstimmt“ - Art. 12 Abs. 3), das Aufenthaltsrecht für Ausländer („nur aufgrund einer rechtmäßigen Entscheidung“ - Art. 12 Abs. 4) und das Recht auf Partizipation am politischen Prozess („unter Beachtung der gesetzlichen Vorschriften“ - Art. 13 Abs. 1).
Solche Einschränkungen oder Begrenzungen durch „operation of law“ sind oft vage und bieten Gelegenheit für Missbrauch. Philip Kunig nennt dies „a considerable structural defect“, während Umozurike der Ansicht ist, dies sei weniger gravierend, wenn man die Charta als ein Ganzes lese, insbesondere die Bestimmungen der Art. 60 und 61: Diese Artikel bestimmen die anwendbaren Grundsätze der über die Implementation der Charta wachenden Kommission. Danach hat diese sich von „internationalem Recht auf dem Gebiet der Menschenrechte“ ebenso wie der Charta der Vereinten Nationen und der Allgemeinen Erklärung der Menschenrechte leiten zu lassen und werde folglich über einen möglichen Missbrauch wachen.

#### Pflichten
Mit der afrikanischen Charta werden zum ersten Mal Menschenpflichten in einen internationalen Vertrag über den Schutz von Menschenrechten aufgenommen. Lediglich in der amerikanischen Menschenrechtscharta findet sich in Art. 32 eine Bestimmung über ‘Verantwortlichkeiten’ des Individuums gegenüber seiner Familie, seiner Gemeinschaft und der Menschheit und darüber, dass alle Rechte durch die Rechte anderer begrenzt sind. In bisherigen Verträgen wurden sonst nur, durch die Aufzählung von Rechten des Individuums, Pflichten des Staates erklärt.
An erster Stelle stehen Pflichten eines jeden gegenüber seiner Familie und der Gesellschaft, gegenüber dem Staat und anderen gesetzlich anerkannten Gemeinschaften und der internationalen Staatengemeinschaft (Art. 27 Abs. 1). Ferner ist jedermann verpflichtet seine Mitmenschen zu achten und gegenseitige Achtung und Toleranz zu unterhalten (Art. 28). In Art. 29 werden schließlich eine Reihe von Einzelpflichten aufgelistet: die Pflicht, die harmonische Entwicklung der Familie zu schützen, seine Eltern zu achten und zu unterhalten, wenn sie bedürftig sind und seiner Gemeinschaft dadurch zu dienen, dass er ihr seine körperlichen und geistigen Kräfte zur Verfügung stellt. Zudem wird die Pflicht benannt, die Sicherheit des jeweiligen Landes nicht zu gefährden, sowie die nationale Unabhängigkeit und die territoriale Integrität seines Landes zu bewahren und zu stärken. Weiter hat das Individuum die Pflicht, die im Interesse der Gesellschaft auferlegten Steuern zu zahlen und im Verhältnis zu anderen Mitgliedern der Gesellschaft positive afrikanische kulturelle Werte im Geiste der Toleranz, des Dialogs und der Zusammenarbeit zu bewahren und zu stärken und zur Förderung des sittlichen Wohlbefindens der Gesellschaft beizutragen und schlussendlich sein Bestes zur Förderung und Erlangung der afrikanischen Einheit zu tun, jederzeit und auf allen Ebenen.
In Anbetracht dieses Kataloges drängt sich zwangsläufig die Frage nach der Möglichkeit der Durchsetzbarkeit dieser Bestimmungen auf. Zunächst ist festzuhalten, dass nicht alle Bestimmungen gänzlich unvollstreckbar sind. So ließen sich zum Beispiel die Pflicht der Fürsorge für hilfsbedürftige Eltern ebenso wie Pflicht seine Steuern zu bezahlen mit Hilfe des Ordnungsrechtes durchsetzen. Dieser Abschnitt ist aber, während er traditionelle afrikanische Werte widerspiegelt, generell als weniger zur effektiven Implementierung geeignet anzusehen, denn als ein Kodex des guten Glaubens der Menschen der afrikanischen Staaten.
Die Inkorporierung von Pflichten des Individuums in der Charta kann verschiedene Gründe haben. Zum einen wird der Einfluss sozialistischer Staaten, oder solcher, die mit dem Sozialismus sympathisierten, bei den Verhandlungen zur Charta dafür verantwortlich gemacht. Die Verfassungen einiger solcher Staaten enthalten ‘fundamentale Pflichten’, die sich auch in der Charta widerspiegeln sollten.
Zum Teil wird dagegen gehalten, dass solche Bestimmungen einer afrikanischen Konzeption von Menschenrechten entsprächen:
The African conception of man is not that of an isolated and abstract individual, but an integral member of a group animated by a spirit of solidarity.
The European conception of human rights, that is to say, a set of principles whose essential purpose is to be invoked by the individual against the group with which he is in conflict, is not met with in traditional Africa. In Africa, the individual, completely taken over by the archetype of the totem, the common ancestor or the protective genius, merges into the group.
Tatsächlich wird die afrikanische Tradition maßgeblich für die Aufnahme von Pflichten in die Charta gewesen sein. Eine Tatsache, die aber sehr wohl im Interesse der sozialistischen Staaten gelegen hat. Insgesamt zeigt die Anzahl und die Gründlichkeit, mit der diese teils überlappenden Pflichten ausgewählt wurden, die überragende Bedeutung, die die Verfasser der Charta ihnen beigemessen haben.

#### Völkerrechte
Das Gewicht, das den Rechten der Völker in der Charta beigemessen wird, zeigt sich bereits durch die Einbindung des Begriffes in den Titel. In der afrikanischen Charta sind die Völkerrechte die Verkörperung der afrikanischen Konzeption und Philosophie von der Person in der Gemeinschaft. Die Völkerrechte, wie sie in diesem Dokument niedergelegt sind, gehen weit über das Selbstbestimmungsrecht hinaus, das einzige Völkerrecht, das die europäisch-amerikanische Menschenrechtstradition kennt. Sie verkörpern eine neue Sicht der Menschenrechte:
The concept of peoples’ rights represents a significant shift from looking at human rights purely as individual rights; it emphasises collective or solidarity rights for the larger group - the society or community - to which the individual is interlinked.
Die afrikanischen Völkerrechte umfassen zunächst das Selbstbestimmungsrecht (Art. 20 Abs. 1 Satz 2, Art. 22 Abs. 1) und das Recht, frei über die natürlichen Reichtümer und Mittel zu verfügen (Art. 21 Abs. 1), wie es in Art. 1 der beiden Internationalen Menschenrechtspakte niedergelegt ist. Dazu kommt das Recht auf rechtmäßige Wiedererlangung von rechtswidrig entwendeten Eigentums (Art. 21 Abs. 2). Ferner ist das Prinzip der Gleichheit der Völker (Art. 19) in die Charta aufgenommen worden, das sich auch in der Charta der Vereinten Nationen wiederfindet; das Recht auf Dekolonisation (Art. 20 Abs. 2), auf Entwicklung (Art. 22 Abs. 2), auf Frieden (Art. 23) und auf eine zufriedenstellende Umwelt (Art. 24).
a) Der Begriff der „Völker“
Bevor nun im Folgenden auf die einzelnen Bestimmungen der Art. 19 – 24 der Charta eingegangen werden kann, muss zunächst der Begriff der „Völker“ - „people“ erörtert werden, wie er in der Charta verwendet wurde. Die Charta selbst schweigt dazu.
Von diesem Begriff erfasst sein, könnten sowohl eine ganze Nation, bzw. alle Bürger eines Staates, oder auch nur eine ethnische Gruppe. Wäre letzteres der Fall, so entstünden aus den in der Charta verkörperten Völkerrechten Ansprüche einzelner Bevölkerungsgruppen gegen den Staat, andererseits nur Ansprüche auf einer zwischenstaatlichen Ebene. Dies macht deutlich, dass eine einheitliche Definition des Begriffes der „Völker“ für das Verständnis der Charta unerlässlich ist.
Nach Dinstein ist objektives Element eines „Volkes“ die Existenz einer ethnischen Gruppe, die durch eine gemeinsame Geschichte verbunden ist. Dabei sei es nicht ausreichend, eine ethnische Bindung lediglich im Sinne einer gemeinsamen Abstammung zu verstehen, vielmehr sei es essentiell, einen gemeinsamen Ethos und eine Geistesverfassung (state of mind) zu haben. Ein Volk sei sowohl berechtigt als auch verpflichtet, sich als ein solches zu identifizieren.
Brownlie gewichtet stärker den ausgeprägten Charakter einer Gemeinschaft, der durch die Institutionen der Regierung, unter der diese Gemeinschaft lebt, ausgedrückt wird. Dabei hängt der ausgeprägte Charakter der Gemeinschaft von einer Anzahl von Faktoren ab: Am wichtigsten ist dabei die Rasse, die Brownlie der Nationalität gleichstellt. Das Konzept der Rasse könne aber nur wissenschaftlich ausgedrückt werden, wobei Kultur, Sprache, Religion und Gruppenpsychologie dominierten. Dabei weisen die physischen Elemente der Rasse oder der Nationalität zwar auf die kulturelle Bestimmtheit der Gruppe hin, bedingen sie aber nicht zwangsläufig.
In einem Bericht für die Vereinten Nationen lieferte Cristescu eine begrenzte Definition des „Volkes“, wobei es allerdings nicht möglich sei, alle denkbaren Situationen zu erfassen. Danach haben sich folgende drei Elemente entwickelt:
(i) Der Begriff „Volk“ beschreibt eine soziale Ganzheit, die eine klare Identität und ihre eigenen Charakteristika besitzt;
(ii) Er beinhaltet eine Beziehung zu einem Territorium, selbst wenn das Volk an einen anderen Ort verdrängt und von einer anderen Bevölkerung ersetzt wurde;
(iii) Ein Volk darf nicht mit einer ethnischen, religiösen oder sprachlichen Minderheit, deren Existenz und Rechte von Art. 27 des Internationalen Paktes über Bürgerliche und Soziale Rechte geschützt sind, verwechselt werden.
Nach diesen drei Ansichten sind die Hauptattribute der Völkereigenschaft, das gemeinsame Interesse, die Gruppenidentität, die Unverkennbarkeit und eine territoriale Verbindung. Ein „Volk“ könnte danach ebenso gut eine Gruppe von Menschen innerhalb einer bestimmten territorialen Einheit sein als auch alle Menschen innerhalb dieser Einheit.
Den jüngsten Versuch, diesen Terminus zu definieren, der auf einige Zustimmung der Juristen stieß, wurde in einem Bericht eines UNESCO meeting of experts on international law veröffentlicht. Dabei wurden u. a. die nachstehenden Charakteristika für die Völkereigenschaft herausgearbeitet:
1. Die Gruppe oder Individuen teilen einige oder alle der folgenden Gemeinsamkeiten:
a) eine gemeinsame historische Tradition
b) die Identität einer ethnischen Gruppe
c) eine kulturelle Homogenität
d) eine linguistische Einheit
e) eine religiöse oder ideologische Affinität
f) eine territoriale Verbindung
g) ein gemeinsames Wirtschaftsleben
2. Die Gruppe muss als ein Ganzes den Willen oder das Bewusstsein haben, als ein Volk identifiziert zu werden.
Kiwanuka schließlich ist der Ansicht, dass es in der Charta Fälle gibt, in denen der Begriff des „Volkes“ mehrere Bedeutungen haben kann. Er machte die folgenden vier möglichen Interpretationen fest:
(a) all persons within the geographical limits of an entity yet to achieve political independence or majority rule;
(b) all groups of people with certain common characteristics who live within the geographical limits of an entity referred to in (a), or in an entity that has attained independence or majority rule (i. e., minorities under any political system);
(c) the state and the people as synonymous (however, this is only an external meaning of „people“); and
(d) all persons within a state.
Nach Kiwanuka korrespondieren die verschiedenen Interpretationen mit den verschiedenen Bereichen, die Völkerrechte für sich in Anspruch nehmen. Danach wurde dieses Konzept zum einen in die Charta integriert, um das afrikanische Verständnis vom Individuum und der Gesellschaft zu bewahren, und zum anderen, um ein rechtliches Instrument im Kampf gegen äußere Formen der politischen, sozialen und ökonomischen Vorherrschaft zu haben.
Letztlich wird wohl Kiwanukas flexible Konzeption des Begriffes „Volk“ in der Charta am ehesten gerecht. Weder soll das in der Charta niedergelegte Selbstbestimmungsrecht der Völker einzelnen Volksgruppen die rechtliche Legitimation zur Sezession geben, ebenso wenig sollten aber auch die einzelnen, kleineren Einheiten der Gesellschaft aus den Augen gelassen werden, auf die in der Charta ebenfalls gesteigerter Wert gelegt wird.
Liest man die Charta, wird man sich immer die verschiedenen möglichen Bedeutungen des Wortes „Volk“ vor Augen führen müssen, die sich aus dem jeweiligen Kontext ergeben.
b) Das Selbstbestimmungsrecht der Völker
Das wichtigste Völkerrecht in der Charta ist das Selbstbestimmungsrecht der Völker. Es gibt allen Völkern „das unbestreitbare Recht und unveräußerliche Recht auf Selbstbestimmung. Sie entscheiden frei über ihren politischen Status und gestalten ihre wirtschaftliche, soziale und kulturelle Entwicklung nach der von ihnen frei gewählten Politik“ (Art. 20). Das Selbstbestimmungsrecht war die Basis der Dekolonisation in Afrika.
Fraglich ist, wie „Volk“ in diesem Zusammenhang verstanden werden muss. Die OAU hat wiederholt die Bedeutung des Prinzips der „territorialen Integrität“ betont, auch wenn dadurch tatsächliche Grenzen durch traditionelle Einheiten gezogen werden. Folglich müsste die Anwendung des Selbstbestimmungsrechts auf „kleinere“ Volksgruppen innerhalb eines Staates und damit die Möglichkeit der Sezession ausscheiden. Dennoch wird zum Teil aus dem Selbstbestimmungsrecht ein Recht auf Sezession abgeleitet. Gestützt werden könnte eine dahingehende Interpretation etwa auf Art. 19 Satz 2: „Die Herrschaft des einen Volkes über ein anderes kann durch nichts gerechtfertigt werden“. Dies führte zu einem Konflikt innerhalb der Doktrin der Selbstbestimmung und damit zu manchen gewalttätigen Auseinandersetzungen.
Letztlich wird der restriktiven Anwendung dieses Rechts der Vorzug zu geben sein, um mögliche Sezessionskriege zu vermeiden. In dem Grenzstreit zwischen Burkina Faso und der Republik Mali entschied der IGH, dass
the maintenance of the territorial status quo in Africa is often seen as the wisest course, to preserve what has been achieved by peoples who have struggled for their independence, and to avoid a disruption which would deprive the continent of the gains achieved by much sacrifice. The essential requirement of stability in order to survive, to develop and gradually to consolidate their independence in all fields, has induced African States judiciously to consent to the respecting of colonial frontiers, and to take account of it in the interpretation of the principle of self-determination of peoples.
Während in Europa Völker in Ausübung des Selbstbestimmungsrechts Staaten gebildet haben, ist die Entwicklung in Afrika umgekehrt verlaufen: Das Aufbegehren gegen die koloniale Herrschaft hat zu Staaten geführt, in denen nun „Völker“ zu bilden sind (nation-building). Ein Minderheitenschutz in der Form der Gewährung des Selbstbestimmungsrechtes würde diesen Prozess hemmen. Die afrikanischen Staaten und die OAU sind der Ansicht, dass das Recht auf Selbstbestimmung außerhalb des kolonialen Zusammenhangs keine Anwendung findet. Darin kommt die Ansicht zum Ausdruck, dass dieses Recht in den postkolonialen Staaten der Idee der „Afrikanischen Einheit“ und dem Prozess des „nation-building“ zuwiderlaufen würde.
Im Fall Kantagese Peoples’ Congress v. Zaire hatte die Afrikanische Kommission zu entscheiden, ob sich das Volk von Katanga von Zaire lossagen dürfe oder nicht. Zunächst wurde in der Kommission diskutiert, ob sie überhaupt die Kompetenz hätte, über diesen Fall zu entscheiden; die meisten Kommissare waren der Ansicht, es sei nicht ihre Aufgabe, die Grenzen neu zuziehen. Auf ihrem 17. Treffen entschied die Kommission 1995, dass die Beschwerde keinen Erfolg hätte, „ohne überzeugende rechtliche Argumentation“, so Ankuma. Die Kommission machte keine Aussage darüber, ob es in ihre Kompetenz falle, über Ansprüche aus dem Selbstbestimmungsrecht zu entscheiden;
In other words, the Commission failed to make a decision as to whether or not the term people as used in the African Charter includes the various ethnic, religious, racial groups etc. within sovereign African States.
Damit wird die Frage nach dem Umfang des Selbstbestimmungsrechts der Völker unter der Afrikanischen Charta solange eine akademische bleiben, wie die politische Realität der Anwendung des positiven Völkerrechts in Afrika vorgeht.
c) Recht auf wirtschaftliche, soziale und kulturelle Entwicklung
Die Charta erkennt das Recht auf wirtschaftliche, soziale und kulturelle Entwicklung (Art. 22 Abs. 1) an. Die Verbindung zwischen Menschenrechten und Entwicklung wurde ausdrücklich in Art. 5 von Lomé IV anerkannt. Danach sind die Staaten, einzeln oder gemeinsam, verpflichtet, die Ausübung des Rechts auf Entwicklung sicherzustellen (Art. 22 Abs. 2). Das Recht auf Entwicklung ist ein relativ neues Recht. Es wurde zuerst 1972 von Kéba Mbaye, Präsident des obersten Gerichtshofes von Senegal, in einer Ansprache vor dem Internationalen Institut für Menschenrechte in Straßburg, formuliert. Vor dem Drafting Committee der Afrikanischen Charta legte der senegalesische Präsident Senghor besonderes Gewicht auf Entwicklung:
Our overall conception of Human Rights is marked by the Right of Development since it integrates all economic, social and cultural rights, and also civil and political rights. Development is first and foremost a change of quality of life and not only an economic growth required at all cost, particularly in the blind repression of individuals and peoples. It is the full development of every man in his community.
Das Recht soll sowohl eine positive Pflicht für das Individuum erfassen (aktive Teilhabe am Entwicklungsprozess) als auch Pflichten für andere Staaten: eine negative Pflicht, alles zu unterlassen, was mit dem Recht auf Entwicklung der Unterzeichnerstaaten kollidieren könnte, als auch eine positive Pflicht zu helfen. Wie diese Pflicht aussehen soll, ist nicht klar. Sie könnte zum Beispiel in Entwicklungshilfe bestehen, aber darüber besteht eine erhebliche Kontroverse.
d) Andere Völkerrechte
Die Charta erfasst noch weitere Völkerrechte. Es gibt einen Verweis auf die Prinzipien der Vereinten Nationen hinsichtlich der friedlichen Koexistenz der Völker (Art. 23). In der Afrikanischen Charta wurde dieses Prinzip jedoch mit Hinblick auf die besondere afrikanische Sensibilität, hinsichtlich gegen den Staat gerichteter subversiver Aktivitäten, dahingehend eingeschränkt, dass unter solchen Voraussetzungen zum Beispiel das Asylrecht eingeschränkt werden kann.
Ferner ist in Art. 24 das „Recht auf eine Umwelt, die insgesamt zufriedenstellend und ihrer Entwicklung günstig ist“ niedergelegt. Der ungelöste Widerspruch zwischen der Notwendigkeit der Industrialisierung, des Straßenbaus und der Urbanisierung auf der einen und der Notwendigkeit lokalen, regionalen und universalen Umweltschutzes auf der anderen Seite, spiegelt sich in dieser Bestimmung wider; sie enthält allerdings auch keinen Lösungsansatz.
Nach Ansicht von Christian Much stellen diese Rechte letztlich einen Reflex der Hegemonialansprüche von Staaten und Völkern dar und liegen somit in der Logik der historischen Entwicklung seit der Herausbildung von Nationalstaaten und Machtblöcken. Abgesehen von möglichen Anwendungen des ohnehin gewährten Selbstbestimmungsrechts (siehe oben), bleiben die in der Charta verkörperten Völkerrechte ein politisches Programm, ein Appell an die entwickelten Staaten. Die tatsächliche Auswirkung dieser Rechte wird maßgeblich von diesen Staaten abhängen.

### Die Afrikanische Kommission der Menschenrechte und der Rechte der Völker
Der zweite Teil der Afrikanischen Charta der Menschenrechte und der Rechte der Völker ist überschrieben mit „Maßnahmen zum Schutze der Menschenrechte und Rechte der Völker“. Er enthält Bestimmungen, durch die die in der Charta verkörperten Rechte geschützt werden können. Bevollmächtigt mit dieser Aufgabe wurde die Afrikanische Kommission der Menschenrechte und der Rechte der Völker. Sie wurde gemäß Art. 30 errichtet, um die Menschenrechte und die Rechte der Völker zu fördern und ihren Schutz in Afrika zu gewährleisten. Organisatorisch ist die Kommission ein Organ der AU, betraut mit bestimmten Kompetenzen im Bereich der Menschenrechte.

### Der Afrikanische Gerichtshof für Menschenrechte und die Rechte der Völker
1998 wurde ein weiteres Protokoll zu der Charta angenommen, wodurch ein Afrikanischer Gerichtshof für Menschenrechte und die Rechte der Völker errichtet wurde. Das Protokoll trat am 25. Januar 2004 in Kraft. 2006 nahm das Gericht, das aus elf von den Staats- und Regierungschefs der Afrikanischen Union gewählten Richtern besteht, seine Arbeit auf. Sitz des Gerichts wär zunächst Addis Abeba; seit 2007 ist der Gerichtssitz im tansanischen Arusha. Ein erstes materielles Urteil wurde 2013 gefällt.
Im Juli 2004 entschied die Versammlung der Staats- und Regierungschefs, dass der Gerichtshof mit einem Afrikanischen Gerichtshof zusammengelegt werden soll. Dieser soll zuständig sein für die Interpretation der Charta der Afrikanischen Union und die Beilegung von Streitigkeiten zwischen den Mitgliedstaaten. Bislang wurde dieser allgemeine Gerichtshof allerdings nicht eingerichtet, sodass der Afrikanische Gerichtshof für Menschenrechte weiterhin separat besteht.

## Verweise